# Малышко, Дмитрий Владимирович
Дми́трий Влади́мирович Малы́шко (род. 19 марта 1987, Сосновый Бор, Ленинградская область) — российский биатлонист, заслуженный мастер спорта России, олимпийский чемпион 2014 года в эстафете, бронзовый призёр чемпионата мира 2019 года в эстафете, чемпион Европы 2019 года в одиночной смешанной эстафете, серебряный призёр чемпионата Европы 2010 года в эстафете. Лауреат премии IBU Awards в номинации «Новичок года» сезона 2011/2012. Чемпион России по биатлону 2015 года в спринте. Чемпион России по биатлону 2018 года в масс-старте.
После того как Е. Устюгова дисквалифицировали за употребление оксандролона и аннулировали его результаты в сезоне-2013/14, золота Сочи-2014 также лишились Малышко, Шипулин и Волков.

## Биография
С 10 лет начал заниматься в секции биатлона в родном Сосновом Бору, известном своей школой биатлона. Первым тренером Малышко стал Юрий Васильевич Парфёнов, который тренировал спортсмена вплоть до его выхода из юниорского возраста.
В 2008 году уходил из биатлона и работал менеджером в банке. Затем вернулся в спорт.
Выпускник Петербургского государственного университета сервиса и экономики по специальности менеджмент организации.
Личный тренер Малышко — Д. А. Кучеров.
Увлекается автомобилями: ралли, «Формула-1».

## Спортивная карьера

### Юниорские достижения
Спортивный дебют Малышко состоялся в 2005 году, когда он принял участие в чемпионате мира среди юниоров не старше 19 лет, тренерский штаб утвердил его пробежать три личные гонки, в которых он смог дважды финишировать в топ-10: в индивидуальной гонке — 8 место и в спринте — 10 место, а в гонке преследования Дмитрий занимает только 29 место. Последующие два выступления на внутрироссийских стартах, послужили началом в сборной страны (2007/08) — на этот раз на юниорском Континентальном Кубке. Пять гонок на скандинавских этапах приносят один подиумный финиш — второе место в спринтерской гонке на этапе в Швеции.
| Год  | Место проведения | Возраст | Инд | Спр | Пр | Эст |
| 2005 | ЧМ Контиолахти   | U19     | 8   | 10  | 29 |     |

### Сезон 2009/10. Дебют во взрослых соревнованиях
Кубок IBU
| Результаты выступлений на этапах Кубка IBU по биатлону 2009/2010 гг.                      | Результаты выступлений на этапах Кубка IBU по биатлону 2009/2010 гг. | Результаты выступлений на этапах Кубка IBU по биатлону 2009/2010 гг. | Результаты выступлений на этапах Кубка IBU по биатлону 2009/2010 гг. | Результаты выступлений на этапах Кубка IBU по биатлону 2009/2010 гг. | Результаты выступлений на этапах Кубка IBU по биатлону 2009/2010 гг. | Результаты выступлений на этапах Кубка IBU по биатлону 2009/2010 гг. | Результаты выступлений на этапах Кубка IBU по биатлону 2009/2010 гг. | Результаты выступлений на этапах Кубка IBU по биатлону 2009/2010 гг. |
| Этап                                                                                      | Место проведения                                                     | Индивидуальная гонка                                                 | Спринтерская гонка                                                   | Гонка преследования                                                  | Спринтерская гонка                                                   | Эстафета 4 х 7,5 км                                                  |                                                                      |                                                                      |
| ----------------------------------------------------------------------------------------- | -------------------------------------------------------------------- | -------------------------------------------------------------------- | -------------------------------------------------------------------- | -------------------------------------------------------------------- | -------------------------------------------------------------------- | -------------------------------------------------------------------- | -------------------------------------------------------------------- | -------------------------------------------------------------------- |
| 1                                                                                         | Идре                                                                 | -                                                                    | 51                                                                   | -                                                                    | •                                                                    | -                                                                    |                                                                      |                                                                      |
| 2                                                                                         | Риднау                                                               | 7                                                                    | =19                                                                  | -                                                                    | -                                                                    | -                                                                    |                                                                      |                                                                      |
| 3                                                                                         | Обертиллиах                                                          | -                                                                    | 32                                                                   | 14                                                                   | -                                                                    | -                                                                    |                                                                      |                                                                      |
| 4                                                                                         | Альтенберг                                                           | -                                                                    | 46                                                                   | 38                                                                   | -                                                                    | -                                                                    |                                                                      |                                                                      |
| 5                                                                                         | Нове-Место                                                           | 5                                                                    | 16                                                                   | -                                                                    | -                                                                    | -                                                                    |                                                                      |                                                                      |
| 6                                                                                         | От-Морьенн                                                           | -                                                                    | •                                                                    | •                                                                    | -                                                                    | -                                                                    |                                                                      |                                                                      |
| 7                                                                                         | Мартелло                                                             | -                                                                    | •                                                                    | •                                                                    | -                                                                    | -                                                                    |                                                                      |                                                                      |
| ЧЕ                                                                                        | Отепя                                                                | 25                                                                   | •                                                                    | •                                                                    | -                                                                    | 2                                                                    |                                                                      |                                                                      |
| 8                                                                                         | Поклюка                                                              | -                                                                    | •                                                                    | •                                                                    | •                                                                    | -                                                                    |                                                                      |                                                                      |
| Примечания: «—» — гонка не проводилась; «DNS» — не стартовал; «•» — не участвовал в гонке |                                                                      |                                                                      |                                                                      |                                                                      |                                                                      |                                                                      |                                                                      |                                                                      |

После нескольких лет паузы Малышко вернулся на международные старты в сезоне-2009/10. На этапе Континентального Кубка в Швеции Малышко дебютировал на взрослых стартах. В конце сезона помог национальной команде завоевать серебряную медаль в эстафетной гонке на чемпионате Европы. Всего за сезон провёл 9 гонок из 17, а в общем зачёте Кубка IBU со 162 очками занял 29 место.

### Сезон 2010/11
После сезона 2009/10 вошёл в состав сборной для подготовки к Кубку мира, но осенью сначала был переведен из основного состава сборной в молодёжную команду, так по мнению тренерского штаба ему было сложно выдерживать тренировочную программу основной сборной. В ноябре, после медицинского обследования, ему была предложена операция на сердце, без которой дальнейшие тренировки запрещались. В январе 2011 года Малышко сделали необходимую операцию, а в феврале он приступил к тренировкам. Через два месяца после операции Дмитрий выступил на чемпионате России. Он занял второе место в спринте, отстреляв на ноль и уступив Ивану Черезову 3 секунды, а в гонке преследования 6 место с 5 промахами и отставанием в 1 минуту 26 секунд. А летом 2011 года, по решению тренеров, Малышко отправился на сборы со второй сборной командой России.

### Сезон 2011/12
Кубок IBU
| Результаты выступлений на этапах Кубка IBU по биатлону 2011/2012                                        | Результаты выступлений на этапах Кубка IBU по биатлону 2011/2012 | Результаты выступлений на этапах Кубка IBU по биатлону 2011/2012 | Результаты выступлений на этапах Кубка IBU по биатлону 2011/2012 | Результаты выступлений на этапах Кубка IBU по биатлону 2011/2012 | Результаты выступлений на этапах Кубка IBU по биатлону 2011/2012 | Результаты выступлений на этапах Кубка IBU по биатлону 2011/2012 | Результаты выступлений на этапах Кубка IBU по биатлону 2011/2012 | Результаты выступлений на этапах Кубка IBU по биатлону 2011/2012 |
| Этап | Место проведения                                                 | Индивидуальная гонка                                             | Спринтерская гонка                                               | Гонка преследования                                              | Эстафета 4 х 7,5 км                                              | Смешанная эстафета                                               |                                                                  |                                                                  |
| --- | ---------------------------------------------------------------- | ---------------------------------------------------------------- | ---------------------------------------------------------------- | ---------------------------------------------------------------- | ---------------------------------------------------------------- | ---------------------------------------------------------------- | ---------------------------------------------------------------- | ---------------------------------------------------------------- |
| 1 | Эстерсунд                                                        | 8*                                                               | 1                                                                | -                                                                | -                                                                | -                                                                |                                                                  |                                                                  |
| 2 | Валь-Риданна                                                     | •                                                                | •                                                                | -                                                                | -                                                                | -                                                                |                                                                  |                                                                  |
| 3 | Обертиллиах                                                      | -                                                                | •                                                                | •                                                                | -                                                                | •                                                                |                                                                  |                                                                  |
| 4 | Форни-Авольтри                                                   | •                                                                | •                                                                | -                                                                | -                                                                | -                                                                |                                                                  |                                                                  |
| 5 | От-Морьенн                                                       | -                                                                | •                                                                | •                                                                | •                                                                | -                                                                |                                                                  |                                                                  |
| 6 | Канмор                                                           | -                                                                | ••                                                               | -                                                                | -                                                                | -                                                                |                                                                  |                                                                  |
| 7 | Канмор                                                           | •                                                                | •                                                                | -                                                                | -                                                                | -                                                                |                                                                  |                                                                  |
| ЧЕ | Осрблье                                                          | •                                                                | •                                                                | •                                                                | •                                                                | -                                                                |                                                                  |                                                                  |
| 8 | Альтенберг                                                       | -                                                                | •                                                                | •                                                                | •                                                                | -                                                                |                                                                  |                                                                  |
| Примечания: «—» — гонка не проводилась; «DNS» — не стартовал; «•» — не участвовал в гонке; «*» — спринт |                                                                  |                                                                  |                                                                  |                                                                  |                                                                  |                                                                  |                                                                  |                                                                  |

На отборе на Кубок мира и Кубок IBU Малышко выиграл масс-старт, но по решению тренеров отправился на первый этап Кубка IBU в Идре, который был перенесён в Эстерсунд из-за недостаточного количества снега. Выиграл в первой гонке, спринте с 1 промахом и с преимуществом над Александром Трифоновым в 30 секунд. На следующий день в спринте он показал 8 результат с 2 промахами и отставанием от Якова Фака в 50 секунд. Благодаря успешным выступлениям на Кубке IBU, тренеры решили перевести Малышко в основной состав сборной на этапы Кубка мира.
Кубок мира
| Результаты выступлений на этапах Кубка мира по биатлону 2011/2012                         | Результаты выступлений на этапах Кубка мира по биатлону 2011/2012 | Результаты выступлений на этапах Кубка мира по биатлону 2011/2012 | Результаты выступлений на этапах Кубка мира по биатлону 2011/2012 | Результаты выступлений на этапах Кубка мира по биатлону 2011/2012 | Результаты выступлений на этапах Кубка мира по биатлону 2011/2012 | Результаты выступлений на этапах Кубка мира по биатлону 2011/2012 | Результаты выступлений на этапах Кубка мира по биатлону 2011/2012 | Результаты выступлений на этапах Кубка мира по биатлону 2011/2012 |
| Этап                                                                                      | Место проведения                                                  | Индивидуальная гонка                                              | Спринтерская гонка                                                | Гонка преследования                                               | Гонка с общего старта                                             | Эстафета 4 х 7,5 км                                               | Смешанная эстафета                                                |                                                                   |
| ----------------------------------------------------------------------------------------- | ----------------------------------------------------------------- | ----------------------------------------------------------------- | ----------------------------------------------------------------- | ----------------------------------------------------------------- | ----------------------------------------------------------------- | ----------------------------------------------------------------- | ----------------------------------------------------------------- | ----------------------------------------------------------------- |
| 1                                                                                         | Эстерсунд                                                         | •                                                                 | •                                                                 | •                                                                 | -                                                                 | -                                                                 | -                                                                 |                                                                   |
| 2                                                                                         | Хохфильцен                                                        | -                                                                 | 10                                                                | 21                                                                | -                                                                 | 2                                                                 | -                                                                 |                                                                   |
| 3                                                                                         | Хохфильцен                                                        | -                                                                 | 41                                                                | 39                                                                | -                                                                 | -                                                                 | •                                                                 |                                                                   |
| 4                                                                                         | Оберхоф                                                           | -                                                                 | 13                                                                | -                                                                 | 18                                                                | •                                                                 | -                                                                 |                                                                   |
| 5                                                                                         | Нове-Место-на-Мораве                                              | 39                                                                | 9                                                                 | 5                                                                 | -                                                                 | -                                                                 | -                                                                 |                                                                   |
| 6                                                                                         | Антерсельва                                                       | -                                                                 | 59                                                                | -                                                                 | 6                                                                 | 4                                                                 | -                                                                 |                                                                   |
| 7                                                                                         | Хольменколлен                                                     | -                                                                 | 22                                                                | 22                                                                | 4                                                                 | -                                                                 | -                                                                 |                                                                   |
| 8                                                                                         | Контиолахти                                                       | -                                                                 | 7                                                                 | 3                                                                 | -                                                                 | -                                                                 | •                                                                 |                                                                   |
| ЧМ                                                                                        | Рупольдинг                                                        | 35                                                                | •                                                                 | •                                                                 | •                                                                 | 6                                                                 | 5                                                                 |                                                                   |
| 9                                                                                         | Ханты-Мансийск                                                    | -                                                                 | 11                                                                | 4                                                                 | 6                                                                 | -                                                                 | -                                                                 |                                                                   |
| Примечания: «—» — гонка не проводилась; «DNS» — не стартовал; «•» — не участвовал в гонке |                                                                   |                                                                   |                                                                   |                                                                   |                                                                   |                                                                   |                                                                   |                                                                   |

На втором этапе Кубка мира 2011/12 Малышко финишировал десятым в спринтерской гонке, 21 место в гонке преследования. Перед мужской эстафетой тренеры долго думали, кому доверить ответственный четвёртый этап: Малышко или Тимофею Лапшину. Благодаря почти идеальной стрельбе, он помог сборной России (Шипулин, Маковеев, Устюгов, Малышко) занять второе место в классической эстафете. В дальнейшем закрепился в составе национальной команды в кубке мира и ещё не раз финишировал в десятке сильнейших в личных гонках. В середине февраля, на этапе Кубка мира в Финляндии, он впервые финишировал на подиумной позиции, заняв третье место в гонке преследования. На чемпионате мира в Рупольдинге — только 35 место в индивидуальной гонке с 4 промахами и отставанием в 3 минуты 33 секунды от Якова Фака, 6 место в мужской эстафете и 5 в смешанной. На последнем этапе Кубка мира в Ханты-Мансийске занял 11 место в спринте с 1 промахом, в гонке преследования, навязав на последних метрах дистанции борьбу Эмилю Хегле Свендсену за третье место, но не смог поддержать финишный спурт противника. В последней гонке сезона, масс-старте, занял 6 место. По ходу сезона Малышко неплохо проявлял себя во всех контактных гонках, заняв 15-е место в зачёте гонок преследования и став седьмым в зачёте гонок с общего старта. В общем зачёте Кубка мира он занял 19 место с 498 очками. По решению тренеров готовился с основной сборной России к сезону 2012/2013.

### Сезон 2012/13
Кубок мира
| Результаты выступлений на этапах Кубка мира по биатлону 2012/2013 гг.                     | Результаты выступлений на этапах Кубка мира по биатлону 2012/2013 гг. | Результаты выступлений на этапах Кубка мира по биатлону 2012/2013 гг. | Результаты выступлений на этапах Кубка мира по биатлону 2012/2013 гг. | Результаты выступлений на этапах Кубка мира по биатлону 2012/2013 гг. | Результаты выступлений на этапах Кубка мира по биатлону 2012/2013 гг. | Результаты выступлений на этапах Кубка мира по биатлону 2012/2013 гг. | Результаты выступлений на этапах Кубка мира по биатлону 2012/2013 гг. | Результаты выступлений на этапах Кубка мира по биатлону 2012/2013 гг. |
| Этап                                                                                      | Место проведения                                                      | Индивидуальная гонка                                                  | Спринтерская гонка                                                    | Гонка преследования                                                   | Гонка с общего старта                                                 | Эстафета 4 х 7,5 км                                                   | Смешанная эстафета                                                    |                                                                       |
| ----------------------------------------------------------------------------------------- | --------------------------------------------------------------------- | --------------------------------------------------------------------- | --------------------------------------------------------------------- | --------------------------------------------------------------------- | --------------------------------------------------------------------- | --------------------------------------------------------------------- | --------------------------------------------------------------------- | --------------------------------------------------------------------- |
| 1                                                                                         | Эстерсунд                                                             | 26                                                                    | 21                                                                    | 7                                                                     | -                                                                     | -                                                                     | •                                                                     |                                                                       |
| 2                                                                                         | Хохфильцен                                                            | -                                                                     | 11                                                                    | 2                                                                     | -                                                                     | 3                                                                     | -                                                                     |                                                                       |
| 3                                                                                         | Поклюка                                                               | -                                                                     | 58                                                                    | 19                                                                    | 14                                                                    | -                                                                     | -                                                                     |                                                                       |
| 4                                                                                         | Оберхоф                                                               | -                                                                     | 1                                                                     | 1                                                                     | -                                                                     | 1                                                                     | -                                                                     |                                                                       |
| 5                                                                                         | Рупольдинг                                                            | -                                                                     | 5                                                                     | -                                                                     | 2                                                                     | •                                                                     | -                                                                     |                                                                       |
| 6                                                                                         | Антерсельва                                                           | -                                                                     | 14                                                                    | 25                                                                    | -                                                                     | 2                                                                     | -                                                                     |                                                                       |
| ЧМ                                                                                        | Нове-Место-на-Мораве                                                  | •                                                                     | 5                                                                     | 4                                                                     | 15                                                                    | 4                                                                     | 6                                                                     |                                                                       |
| 7                                                                                         | Хольменколлен                                                         | -                                                                     |                                                                       |                                                                       |                                                                       | -                                                                     | -                                                                     |                                                                       |
| 8                                                                                         | Сочи                                                                  | 9                                                                     | =18                                                                   | -                                                                     | -                                                                     | 1                                                                     | -                                                                     |                                                                       |
| 9                                                                                         | Ханты-Мансийск                                                        | -                                                                     | =69                                                                   | •                                                                     | 21                                                                    | -                                                                     | -                                                                     |                                                                       |
| Примечания: «—» — гонка не проводилась; «DNS» — не стартовал; «•» — не участвовал в гонке |                                                                       |                                                                       |                                                                       |                                                                       |                                                                       |                                                                       |                                                                       |                                                                       |

На отборе на Кубок мира и Кубок IBU Малышко занял третье место в контрольном масс-старте, проиграв только Алексею Волкову и Евгению Устюгову, и отобрался в основную сборную России на декабрьские этапы Кубка мира. По решению тренеров стал первым запасным среди мужчин в смешанной эстафете на первом в Эстерсунде. Выиграл тестовый спринт среди биатлонистов, не участвующих в смешанной эстафете. Отстреляв без промахов, он выиграл у точно отстрелявшегося Андрея Маковеева 30 секунд, а также оставил позади себя Бергмана, Шипулина, Чудова, Гараничева и Жея. В первой гонке сезона — индивидуальной гонке на 20 км, Дмитрий занял 26 место, допустив 3 промаха. В спринте 21 место, а в гонке преследования занял 7 место.
На втором этапе Кубка мира в Хохфильцене занял 11 место в спринте, при этом допустил два промаха на огневых рубежах. В гонке преследования до последнего сохранял шансы на победу, но в итоге уступил Якову Факу 0,9 секунды. Этот результат стал лучшим для Малышко в личных гонках на этапах Кубка мира. На следующий день в мужской эстафете (Шипулин, Маковеев, Устюгов, Малышко) занял 3 место.
На третьем этапе Кубка мира в Поклюке Малышко едва после спринта попал в гонку преследования, заняв 58 место и допустив 5 промахов. В гонке преследования отыграл 39 позиций и занял 19 место (при двух промахах). В масс-старте занял 14 место.
4 января 2013 года одержал первую победу на этапах Кубка мира. Вместе с Алексеем Волковым, Евгением Гараничевым и Антоном Шипулиным первенствовал в эстафетной гонке на этапе Кубка мира в Оберхофе. Первую личную победу одержал 5 января 2013 года в спринте, а уже на следующий день выиграл и гонку преследования. В гонке преследования отстрелял на «ноль» и опередил Евгения Гараничева на 42 секунды, который занял 2 место, опередив чеха Ондржея Моравеца. По решению тренеров отправился вместе с Евгением Устюговым на сбор в Антерсельву и пропустил первую гонку 5 этапа Кубка мира в Рупольдинге — мужскую эстафету.
В спринтерской гонке 5 этапа Кубка мира в Рупольдинге занял пятое место с одним промахом, проиграв Эмилю Хегле Свендсену, ставшему четвёртым, 0,1 секунды. На следующий день, в гонке с общего старта, Малышко занял второе место, уступив 0,5 секунды Мартену Фуркаду.
На шестом этапе Кубка мира — 14 место в спринте и 25 — в гонке преследования; в эстафете занял второе место (Шипулин, Устюгов, Гараничев, Малышко). Первая гонка чемпионата мира в Нове-Место прошла для Малышко неудачно, на последнем этапе смешанной эстафеты во время стрельбы лежа зашёл на штрафной круг, таким образом, лишив сборную России медали. В спринте показал хорошую стрельбу, закрыв все мишени, и финишировал пятым. В гонке преследования Малышко опять отстрелял без промахов, но это всё же не помогло ему финишировать в тройке лидеров.
На восьмом этапе Кубка мира в эстафете, блестяще проведя свой третий этап, и не использовав дополнительных патронов, Малышко поднялся на первую ступень пьедестала вместе с Александром Логиновым, Антоном Шипулиным и Евгением Устюговым.

### Сезон 2014/15
- 13 декабря 2014 года на втором этапе Кубка мира в Хохфильцене Дмитрий Малышко в составе эстафеты (Максим Цветков, Тимофей Лапшин, Дмитрий Малышко, Антон Шипулин) стал победителем гонки.
- 11 января 2015 года на четвёртом этапе Кубка мира в Оберхофе завоевал бронзовую медаль в масс-старте[21].
- 15 февраля в составе эстафетной четверки (Евгений Гараничев, Максим Цветков, Дмитрий Малышко, Антон Шипулин) одержал победу на этапе Кубка мира в Хольменколлене

### Сезон 2015/16
К сезону готовился в подгруппе, возглавляемой Рикко Гроссом. На контрольных гонках показал 3 и 12 результаты в спринтах.
Первой гонкой на этапе в Эстерсунде стала смешанная эстафета, где Малышко бежал на 3 этапе, получив эстафету 12-м и передав 8-м, показав хороший дистанционный ход. Команда заняла 6 место. В индивидуальной гонке занял 32 место при 4 промахах. В спринте занял 34, но в гонке преследования, показав 3-й ход, отыграл 27 позиций и финишировал восьмым. На чемпионете мира в Хольменколлене пробежал только индивидуальную гонку и занял 64 место.

### Сезон 2019/2020
23 февраля 2019 года завоевал бронзовую медаль в спринте на чемпионате Европы, который проходил в Беларуси. Он не допустил ни одного промаха на огневом рубеже.

## Сводная статистика

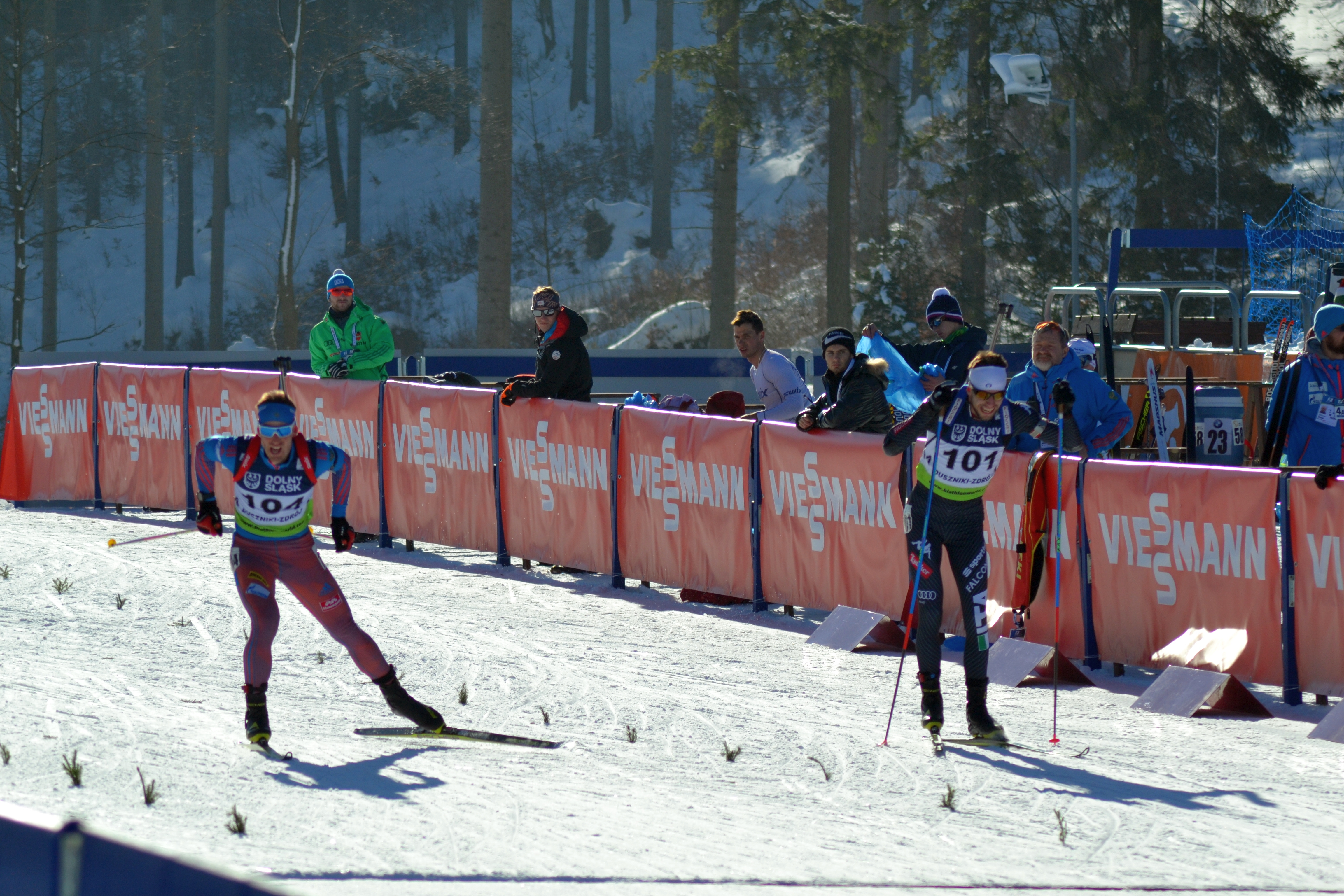
Финиш в спринтерской гонке на чемпионате Европы 2017

На счету Дмитрия Малышко 19+1 призовых мест на этапах Кубка мира, в том числе 6 — в личных гонках:
| 8. | Дата            | Место         | Вид      | Стрельба |
| -- | --------------- | ------------- | -------- | -------- |
| 1  | 4 января 2013   | Оберхоф       | Эстафета | 0+2 0+1  |
| 2  | 5 января 2013   | Оберхоф       | Спринт   | 1+0      |
| 3  | 6 января 2013   | Оберхоф       | Преслед. | 0+0+0+0  |
| 4  | 10 марта 2013   | Сочи          | Эстафета | 0+0 0+0  |
| 5  | 22 февраля 2014 | Сочи          | Эстафета | 0+0 0+1  |
| 6  | 13 декабря 2014 | Хохфильцен    | Эстафета | 0+0 0+0  |
| 7  | 8 января 2015   | Оберхоф       | Эстафета | 0+3 1+3  |
| 8  | 15 февраля 2015 | Хольменколлен | Эстафета | 1+3 0+0  |
| 9  | 13 декабря 2015 | Хохфильцен    | Эстафета | 0+2 0+1  |
| 10 | 24 января 2016  | Антерсельва   | Эстафета | 0+3 0+0  |

| # | Дата            | Место       | Вид        | Стрельба | Сек   | Победитель    |
| - | --------------- | ----------- | ---------- | -------- | ----- | ------------- |
| 1 | 11 декабря 2011 | Хохфильцен  | Эстафета   | 0+2 0+0  | +13.9 | Норвегия      |
| 2 | 8 декабря 2012  | Хохфильцен  | Преслед.   | 0+0+0+1  | +0.8  | Яков Фак      |
| 3 | 13 января 2013  | Рупольдинг  | Масс-старт | 1+0+0+0  | +0.5  | Мартен Фуркад |
| 4 | 20 января 2013  | Антерсельва | Эстафета   | 0+0 0+2  | +10.1 | Франция       |

| # | Дата            | Место         | Вид        | Стрельба | Сек   | Победитель           |
| - | --------------- | ------------- | ---------- | -------- | ----- | -------------------- |
| 1 | 12 февраля 2012 | Контиолахти   | Преслед.   | 1+0+1+0  | +22.7 | Уле Эйнар Бьёрндален |
| 2 | 9 декабря 2012  | Хохфильцен    | Эстафета   | 0+2 0+2  | +46.6 | Норвегия             |
| 3 | 7 декабря 2013  | Хохфильцен    | Эстафета   | 0+3 0+1  | +21.1 | Норвегия             |
| 4 | 9 января 2014   | Рупольдинг    | Эстафета   | 0+2 0+1  | +14.9 | Австрия              |
| 5 | 11 января 2015  | Оберхоф       | Масс-старт | 1+0+0+2  | +30.7 | Мартен Фуркад        |
| 6 | 21 января 2017  | Антерсельва   | Эстафета   | 0+3 0+0  | +33.6 | Германия             |
| 7 | 18 марта 2018   | Хольменколлен | Эстафета   | 0+2 0+0  | +35.2 | Норвегия             |

| Результат                 | Инд | Спр | Пр | МС | Всего | Эст | См | Всего |
| ------------------------- | --- | --- | -- | -- | ----- | --- | -- | ----- |
| 1 место                   | 0   | 1   | 1  | 0  | 2     | 7   | 0  | 7     |
| 2 место                   | 0   | 0   | 1  | 1  | 2     | 2   | 0  | 2     |
| 3 место                   | 0   | 0   | 1  | 1  | 2     | 4   | 0  | 4     |
| Финиш в 10-ке             | 2   | 13  | 11 | 6  | 32    | 19  | 4  | 23    |
| Финиш в очках             | 7   | 35  | 29 | 18 | 88    | 19  | 4  | 23    |
| Вне очков                 | 6   | 10  | 4  | 0  | 20    | 0   | 0  | 0     |
| Старты                    | 13  | 45  | 33 | 17 | 109   | 19  | 4  | 23    |
| после сезона 2016/2017(*) |     |     |    |    |       |     |    |       |

## Результаты выступлений на Кубке мира
| 2018/2019 Итоги | 2018/2019 Итоги | Поклюка | Поклюка | Поклюка | Поклюка | Поклюка | Хохфильцен | Хохфильцен | Хохфильцен | Нове-Место | Нове-Место | Нове-Место | Оберхоф | Оберхоф | Оберхоф | Рупольдинг | Рупольдинг | Рупольдинг | Антхольц | Антхольц | Антхольц | Канмор | Канмор | Солт-Лейк-Сити | Солт-Лейк-Сити | Солт-Лейк-Сити | Солт-Лейк-Сити | ЧМ Эстерсунд | ЧМ Эстерсунд | ЧМ Эстерсунд | ЧМ Эстерсунд | ЧМ Эстерсунд | ЧМ Эстерсунд | ЧМ Эстерсунд | Хольменколлен | Хольменколлен | Хольменколлен |
| Очков           | Место           | Сусм    | См      | Инд     | Спр     | Пр      | Спр        | Пр         | Эст        | Спр        | Пр         | МС         | Спр     | Пр      | Эст     | Спр        | Эст        | МС         | Спр      | Пр       | МС       | Инд    | Эст    | Спр            | Пр             | Сусм           | См             | См           | Спр          | Пр           | Инд          | Сусм         | Эст          | МС           | Спр           | Пр            | МС            |
| 173             | 36              | —       | 4       | 12      | 70      | —       | 59         | 48         | 5          | 14         | 29         | 22         | 15      | 20      | 1       | 50         | 5          | —          | 52       | 27       | —        | —      | —      | —              | —              | —              | —              | 4            | 33           | 30           | —            | —            | 3            | —            | 45            | 34            | —             |

| 2017/2018 Итоги | 2017/2018 Итоги | Эстерсунд | Эстерсунд | Эстерсунд | Эстерсунд | Эстерсунд | Хохфильцен | Хохфильцен | Хохфильцен | Анси | Анси | Анси | Оберхоф | Оберхоф | Оберхоф | Рупольдинг | Рупольдинг | Рупольдинг | Антхольц | Антхольц | Антхольц | ОИ Пхёнчхан | ОИ Пхёнчхан | ОИ Пхёнчхан | ОИ Пхёнчхан | ОИ Пхёнчхан | ОИ Пхёнчхан | Контиолахти | Контиолахти | Контиолахти | Контиолахти | Хольменколлен | Хольменколлен | Хольменколлен | Тюмень | Тюмень | Тюмень |
| Очков           | Место           | Сусм      | См        | Инд       | Спр       | Пр        | Спр        | Пр         | Эст        | Спр  | Пр   | МС   | Спр     | Пр      | Эст     | Инд        | Эст        | МС         | Спр      | Пр       | МС       | Спр         | Пр          | Инд         | МС          | См          | Эст         | Спр         | Сусм        | См          | МС          | Спр           | Пр            | Эст           | Спр    | Пр     | МС     |
| 94              | 49              | —         | —         | —         | —         | —         | —          | —          | —          | —    | —    | —    | —       | —       | —       | —          | —          | —          | —        | —        | —        | —           | —           | —           | —           | —           | —           | 26          | —           | 4           | —           | 16            | 36            | 3             | 18     | 28     | 28     |

| 2016/2017 Итоги | 2016/2017 Итоги | Эстерсунд | Эстерсунд | Эстерсунд | Эстерсунд | Эстерсунд | Поклюка | Поклюка | Поклюка | Нове-Место | Нове-Место | Нове-Место | Оберхоф | Оберхоф | Оберхоф | Рупольдинг | Рупольдинг | Рупольдинг | Антхольц | Антхольц | Антхольц | ЧМ Хохфильцен | ЧМ Хохфильцен | ЧМ Хохфильцен | ЧМ Хохфильцен | ЧМ Хохфильцен | ЧМ Хохфильцен | Пхёнчхан | Пхёнчхан | Пхёнчхан | Контиолахти | Контиолахти | Контиолахти | Контиолахти | Хольменколлен | Хольменколлен | Хольменколлен |
| Очков           | Место           | Сусм      | См        | Инд       | Спр       | Пр        | Спр     | Пр      | Эст     | Спр        | Пр         | МС         | Спр     | Пр      | МС      | Эст        | Спр        | Пр         | Инд      | Эст      | МС       | См            | Спр           | Пр            | Инд           | Эст           | МС            | Спр      | Пр       | Эст      | Спр         | Пр          | Сусм        | См          | Спр           | Пр            | МС            |
| 167             | 44              | —         | —         | 80        | 31        | 26        | —       | —       | —       | 60         | 47         | —          | 11      | 18      | 17      | —          | 6          | 14         | 64       | 3        | —        | —             | —             | —             | —             | —             | —             | —        | —        | —        | 94          | —           | —           | —           | —             | —             | —             |

| 2015/2016 Итоги | 2015/2016 Итоги | Эстерсунд | Эстерсунд | Эстерсунд | Эстерсунд | Эстерсунд | Хохфильцен | Хохфильцен | Хохфильцен | Поклюка | Поклюка | Поклюка | Рупольдинг | Рупольдинг | Рупольдинг | Рупольдинг | Рупольдинг | Рупольдинг | Антхольц | Антхольц | Антхольц | Канмор | Канмор | Канмор | Канмор | Преск-Айл | Преск-Айл | Преск-Айл | ЧМ Хольменколлен | ЧМ Хольменколлен | ЧМ Хольменколлен | ЧМ Хольменколлен | ЧМ Хольменколлен | ЧМ Хольменколлен | Ханты-Мансийск | Ханты-Мансийск |
| Очков           | Место           | Сусм      | См        | Инд       | Спр       | Пр        | Спр        | Пр         | Эст        | Спр     | Пр      | МС      | Спр        | Пр         | МС         | Инд        | Эст        | МС         | Спр      | Пр       | Эст      | Спр    | МС     | Сусм   | См     | Спр       | Пр        | Эст       | См               | Спр              | Пр               | Инд              | Эст              | МС               | Спр            | Пр             |
| 209             | 39              | —         | 6         | 32        | 34        | 7         | 5          | 16         | 1          | 38      | 33      | 20      | 37         | 36         | 18         | 72         | —          | 25         | —        | —        | 1        | 41     | 27     | —      | 8      | 45        | —         | 4         | —                | —                | —                | 64               | —                | —                | 55             | 33             |

| 2014/2015 Итоги | 2014/2015 Итоги | Эстерсунд | Эстерсунд | Эстерсунд | Эстерсунд | Хохфильцен | Хохфильцен | Хохфильцен | Поклюка | Поклюка | Поклюка | Оберхоф | Оберхоф | Оберхоф | Рупольдинг | Рупольдинг | Рупольдинг | Антхольц | Антхольц | Антхольц | ЧМ Контиолахти | ЧМ Контиолахти | ЧМ Контиолахти | ЧМ Контиолахти | Раубичи | Раубичи | Раубичи | ЧМ Контиолахти | ЧМ Контиолахти | ЧМ Контиолахти | ЧМ Контиолахти | ЧМ Контиолахти | ЧМ Контиолахти | Ханты-Мансийск | Ханты-Мансийск | Ханты-Мансийск |
| Очков           | Место           | См        | Инд       | Спр       | Пр        | Спр        | Эст        | Пр         | Спр     | Пр      | МС      | Эст     | Спр     | МС      | Эст        | Спр        | МС         | Спр      | Пр       | Эст      | Сусм           | См             | Спр            | Пр             | Инд     | Спр     | Эст     | См             | Спр            | Пр             | Инд            | Эст            | МС             | Спр            | Пр             | МС             |
| 278             | 31              | —         | 58        | 21        | 44        | 8          | 1          | 10         | 29      | 34      | 11      | 1       | 23      | 3       | —          | 38         | 25         | 15       | 43       | 5        | —              | —              | —              | —              | 38      | 35      | 1       | —              | 34             | 47             | —              | 4              | —              | 40             | 21             | —              |

| 2013/2014 Итоги | 2013/2014 Итоги | Эстерсунд | Эстерсунд | Эстерсунд | Эстерсунд | Хохфильцен | Хохфильцен | Хохфильцен | Анси | Анси | Анси | Оберхоф | Оберхоф | Оберхоф | Рупольдинг | Рупольдинг | Рупольдинг | Антхольц | Антхольц | Антхольц | Зимние Олимпийские Игры (*) | Зимние Олимпийские Игры (*) | Зимние Олимпийские Игры (*) | Зимние Олимпийские Игры (*) | Зимние Олимпийские Игры (*) | Зимние Олимпийские Игры (*) | Поклюка | Поклюка | Поклюка | Контиолахти | Контиолахти | Контиолахти | Хольменколлен | Хольменколлен | Хольменколлен |
| Очков           | Место           | См        | Инд       | Спр       | Пр        | Спр        | Эст        | Пр         | Эст  | Спр  | Пр   | Спр     | Пр      | МС      | Эст        | Инд        | Пр         | Спр      | Пр       | Эст      | Спр                         | Пр                          | Инд                         | МС                          | См                          | Эст                         | Спр     | Пр      | МС      | Спр         | Спр         | Пр          | Спр           | Пр            | МС            |
| 508             | 11              | —         | 46        | 24        | —         | 15         | 3          | 12         | —    | 4    | 14   | 25      | 15      | 10      | 3          | 6          | 9          | —        | —        | —        | 28                          | 33                          | —                           | 20                          | —                           | 1                           | 4       | 4       | 18      | 4           | 9           | 19          | 56            | DNS           | 24            |

| 2012/2013 Итоги | 2012/2013 Итоги | Эстерсунд | Эстерсунд | Эстерсунд | Эстерсунд | Хохфильцен | Хохфильцен | Хохфильцен | Поклюка | Поклюка | Поклюка | Оберхоф | Оберхоф | Оберхоф | Рупольдинг | Рупольдинг | Рупольдинг | Антерсельва | Антерсельва | Антерсельва | ЧМ Нове-Место | ЧМ Нове-Место | ЧМ Нове-Место | ЧМ Нове-Место | ЧМ Нове-Место | ЧМ Нове-Место | Хольменколлен | Хольменколлен | Хольменколлен | Сочи | Сочи | Сочи | Ханты-Мансийск | Ханты-Мансийск | Ханты-Мансийск |
| Очков           | Место           | См        | Инд       | Спр       | Пр        | Спр        | Пр         | Эст        | Спр     | Пр      | МС      | Эст     | Спр     | Пр      | Эст        | Спр        | МС         | Спр         | Пр          | Эст         | См            | Спр           | Пр            | Инд           | Эст           | МС            | Спр           | Пр            | МС            | Инд  | Спр  | Эст  | Спр            | Пр             | МС             |
| 645             | 8               | —         | 26        | 21        | 7         | 11         | 2          | 3          | 58      | 19      | 14      | 1       | 1       | 1       | —          | 5          | 2          | 14          | 25          | 2           | 6             | 5             | 4             | —             | 4             | 15            | —             | —             | —             | 9    | 18   | 1    | 69             | —              | 21             |

| 2011/2012 Итоги | 2011/2012 Итоги | Эстерсунд | Эстерсунд | Эстерсунд | Хохфильцен | Хохфильцен | Хохфильцен | Хохфильцен | Хохфильцен | Хохфильцен | Оберхоф | Оберхоф | Оберхоф | Нове-Место | Нове-Место | Нове-Место | Антерсельва | Антерсельва | Антерсельва | Хольменколлен | Хольменколлен | Хольменколлен | Контиолахти | Контиолахти | Контиолахти | ЧМ Рупольдинг | ЧМ Рупольдинг | ЧМ Рупольдинг | ЧМ Рупольдинг | ЧМ Рупольдинг | ЧМ Рупольдинг | Ханты-Мансийск | Ханты-Мансийск | Ханты-Мансийск |
| Очков           | Место           | Инд       | Спр       | Пр        | Спр        | Пр         | Эст        | Спр        | Пр         | См         | Эст     | Спр     | МС      | Инд        | Спр        | Пр         | Спр         | МС          | Эст         | Спр           | Пр            | МС            | Спр         | Пр          | См          | См            | Спр           | Пр            | Инд           | Эст           | МС            | Спр            | Пр             | МС             |
| 498             | 19              | —         | —         | —         | 10         | 21         | 2          | 41         | 39         | —          | —       | 13      | 18      | 39         | 9          | 5          | 59          | 6           | 4           | 22            | 22            | 4             | 7           | 3           | —           | 5             | —             | —             | 35            | 6             | —             | 11             | 4              | 6              |

### Итоговая статистика выступлений по сезонам
| Сезон     | Индивидуальные гонки | Индивидуальные гонки | Индивидуальные гонки | Спринтерские гонки | Спринтерские гонки | Спринтерские гонки | Гонки преследования | Гонки преследования | Гонки преследования | Гонки с общего старта | Гонки с общего старта | Гонки с общего старта | Общий зачёт | Общий зачёт | Общий зачёт |
| Сезон     | Гонки                | Очки                 | Место                | Гонки              | Очки               | Место              | Гонки               | Очки                | Место               | Гонки                 | Очки                  | Место                 | Гонки       | Очки        | Место       |
| --------- | -------------------- | -------------------- | -------------------- | ------------------ | ------------------ | ------------------ | ------------------- | ------------------- | ------------------- | --------------------- | --------------------- | --------------------- | ----------- | ----------- | ----------- |
| 2011/2012 | 2/3                  | 2                    | 58                   | 8/10               | 176                | 20                 | 6/8                 | 172                 | 15                  | 4/5                   | 142                   | 7                     | 20/26       | 498         | 19          |
| 2012/2013 | 2/3                  | 47                   | 21                   | 9/10               | 240                | 8                  | 6/8                 | 231                 | 5                   | 4/5                   | 127                   | 14                    | 21/26       | 645         | 8           |

### Статистика стрельбы
| Сезон          | 2009/2010 | 2010/2011 | 2011/2012 | 2012/2013 | Всего за карьеру |
| -------------- | --------- | --------- | --------- | --------- | ---------------- |
| Положение лёжа | 77 %      | 73 %      | 82 %      |           | 77 %             |
| Положение стоя | 76 %      | 83 %      | 79 %      |           | 79 %             |
| Всего          | 77 %      | 78 %      | 81 %      |           | 79 %             |

## Экипировка
- Винтовка — Anschütz[23]
- Лыжи — Fischer[23]
- Ботинки — Fischer[23]
- Лыжные палки — Leki[23]
- Крепления — Rottefella[23]
- Костюм — Adidas[23]
- Перчатки — Adidas[23]
- Очки — Adidas[23]

## Личные тренеры
- Первый тренер (1995−2008) — Юрий Парфенов[23]
- С 2008 — Дмитрий Кучеров[23]

## Награды и звания

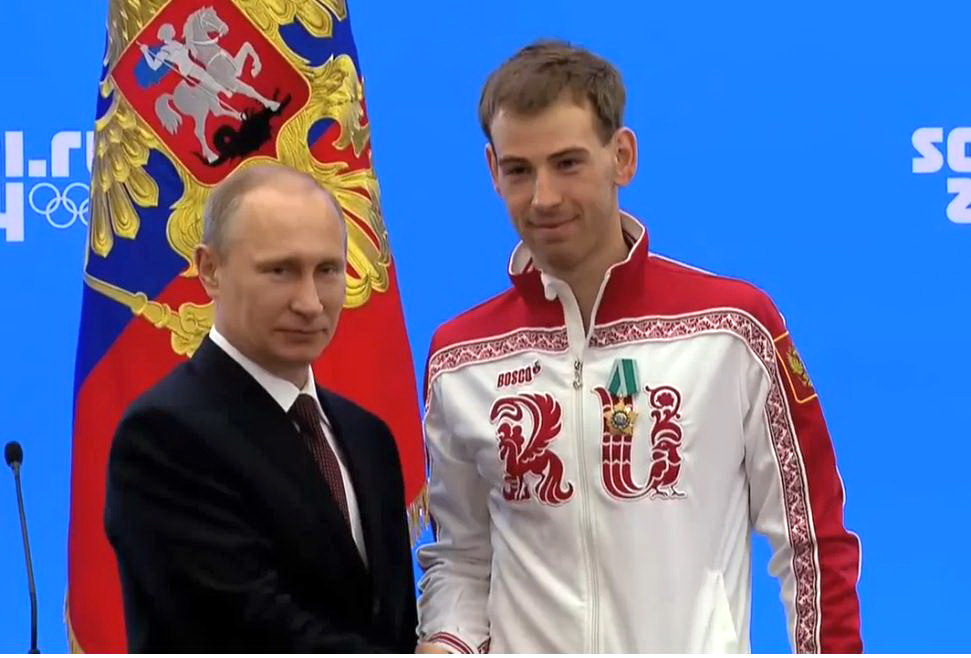
Орденом Дружбы награждён олимпийский чемпион в биатлоне Дмитрий Малышко

- Орден Дружбы (24 февраля 2014) — за большой вклад в развитие физической культуры и спорта, высокие спортивные достижения на XXII Олимпийских зимних играх 2014 года в городе Сочи[24][25].
- Заслуженный мастер спорта России (24 февраля 2014)[26].
- «ТОП 50. Самые знаменитые люди Петербурга»: 2014[27]

## Личная жизнь
11 января 2015 года невеста Екатерина Тихонова родила сына Филиппа. 8 сентября 2017 года у супругов родились двое сыновей.